# 弗普朗克 (紐約州)
弗普朗克（英語：Verplanck）是位於美國紐約州西徹斯特縣的普查規定居民點。

## 人口
根據2020年美國人口普查的數據，弗普朗克的面積為3.51平方千米，當中陸地面積為1.56平方千米，而水域面積為0.95平方千米。當地共有人口1535人，而人口密度為每平方千米437.32人。